# NGC 4623
NGC 4623 is een balkspiraalstelsel in het sterrenbeeld Maagd. Het hemelobject werd op 13 april 1784 ontdekt door de Duits-Britse astronoom William Herschel.

## Synoniemen
- UGC 7862
- MCG 1-32-135
- ZWG 42.207
- VCC 1913
- PGC 42647